# Джерела з історії хрестових походів
Джерела з історії хрестових походів — документи й матеріали, створені сучасниками епохи хрестових походів(1096—1270 рр.) . Не існує ні однієї хроніки або анналів цього часу, у яких би не згадувався хрестоносний рух, але цінними для вивчення є ті, що безпосередньо присвячені самим походам.

## Класифікація джерел з історії хрестових походів
- праці латинських хроністів Першого і Четвертого хрестових походів
- відомості східних авторів про хрестові походи
- згадки про хрестові походи у пам'ятках давньоруської літератури

## Хроніки Першого хрестового походу

### «Діяння франків та інших єрусалимців»
Хроніка створена невідомим італо-норманським лицарем. Судячи з його розповіді, він воював спершу в загоні князя Боемунда Тарентського, а починаючи з літа 1098 року, після перемоги, здобутої ними під Антіохією над армією сельджуків, бився в ополченні графа Раймунда Тулузького і герцога Роберта Нормандського. Твір цього лицаря (зазвичай його називають просто Анонімом) охоплює історію походу з часу виступу загону Боемунда Тарентський (1096) і до битви з єгиптянами при Ашкелоні (12 серпня 1099 г.). Це єдина хроніка, що належить світському очевидцеві походу, написана на основі його щоденника, ймовірно, близько 1100 р.
«Діяння франків» — одне з кращих за повнотою і достовірністю оповідних джерел історії Першого хрестового походу. Його відмінна риса — трохи грубуватий реалізм, властивий простому лицареві, суто військовій, малоосвіченій людині. Фіксуючи в своїх напівграмотних щоденникових записах ті чи інші події, він прагне тверезо оцінити стан речей, помічає важливі сторони того, що відбувається. Його розповідь пронизана непідробним інтересом до живої дійсності. Хроніст володіє безсумнівною допитливістю, ясністю розуму, спостережливістю людини війни — якостями, що дозволяють йому правдиво описати цю війну — з усіма її труднощами, жахами, жертвами і хвилюваннями. Анонім точний і ґрунтовний в описі шляху хрестоносців, географічних деталей театру військових дій, в характеристиці буденних фактів військової історії походу, здебільшого — дій загону Боемунда Тарентського. Багато уваги приділяється батальним сценам. Це — одна з небагатьох хронік Першого Хрестового походу, на основі якої можна скласти більш-менш чітке уявлення про битви, що відбувалися в 1097—1099 рр. в Малій Азії, Сирії та Палестині, про розташування загонів, про військові прийоми і хитрощі сторін, тактику хрестоносців і їх супротивників, під час облоги тих чи інших укріплених пунктів. Анонім досить достовірно малює побутові подробиці, що стосуються положення хрестоносного лицарства під час походу, розповідає про дипломатичні переговори його вождів з сельджуками і багато інших великих і дрібних подій.

### «Історія франків, які взяли Єрусалим»
Хроніка створена провансальським священиком Раймундом Агільським. Він був духівником ватажка південнофранцузьких хрестоносців графа Раймунда Тулузького. Також був близький до папського легата в хрестоносному війську — єпископа Адемара Монтейльського з Пюї. Подібно Аноніму, Раймунд Агільський знаходився у центрі багатьох важливих подій Першого хрестового походу. Його хроніка написана головним чином під час облоги хрестоносцями Антіохії (в 1098 г.) і частково в кінці 1099 р. Твір рясніє описами всякого роду священних небилиць, «чудесних» подій, що нібито відбувалися під час хрестового походу: такі описи займають майже четверту частину праці провансальського літописця. Тому деякі дослідники вважають його не тільки людиною глибоких релігійних переконань, а й фанатиком. У літературі висловлювалася, однак, і інша думка: Раймунд Агільський, один з діяльних духовних пастирів воїнства хреста, просто вигадував усілякі дива, небесні видіння, тобто свідомо брехав, вдавався до благочестивого обману з метою підігрівання релігійних почуттів хрестоносців. Обидві ці точки зору містять в собі частку істини. Раймунд Агільський, проте, як і Анонім, реалістичний в своїх описах повсякденних подій походу, — він докладно розповідає про місцевості і міста, через які проходили хрестоносці, не гірше справжнього лицаря зображує хід військових дій, які він спостерігав зблизька. Автор з непідробним інтересом, пильно помічає особливості тактики турків, образно оцінює результати тієї чи іншої сутички, скупими, але виразними штрихами зображує взяття хрестоносцями того чи іншого міста. Помітне місце у хроніці займає фінансовий бік хрестоносного підприємства: раз у раз автор повідомляє про ціни на різні продукти, які воїнам доводилося закуповувати в дорозі, про подорожні витрати, про ринкову кон'юнктуру під час перебування хрестоносців на Сході. Літописець-священик не забуває сказати і про здобич, яку здобували лицарі в завойованих ними містах, і про те, як князі-ватажки намагалися підкупом привертати до себе в загони лицарів, переманюючи їх у інших сеньйорів. Риси такого тверезого сприйняття описуваних подій наявні у всіх хроністів — очевидців Першого хрестового походу.

### «Єрусалимська історія»
Твір французького клірика Фульхерія Шартрського (бл.1059 — бл.1128 рр.). На початку походу він супроводжував загін герцога Роберта Нормандського, а потім, з 1097 р брав участь в діях хрестоносців графа Балдуїна Булонського в Кілікії; як його капелан Фульхерій знаходився в 1098 року в Едессі, — якраз тоді там було засновано перша з держав хрестоносців, — і тому не був присутній при взятті Антіохії і Єрусалиму головним військом. Коли після смерті першого государя Єрусалимського королівства Готфріда Бульйонського в 1100 р.Балдуїн Едеський зайняв його трон, Фульхерій також переселився в Єрусалим. Тут він займав високі посади при дворах двох перших королів і фактично був офіційним історіографом Латино-Єрусалимського королівства, в якому прожив майже тридцять років.
Окремі частини хроніки Фульхерія Шартрского створювалися в різні роки: одні — в 1101, інші — в 1106 р., треті, більш пізні, — відповідно в 1124 і 1127 рр. «Єрусалимська історія» — джерело не тільки з історії самого хрестового походу, вона містить масу цінних відомостей і з ранньої історії держав хрестоносців на Сході. Сам Фульхерій, підкреслюючи протягом розповіді свою правдивість і об'єктивність, нерідко вказує на те, що він був прямим свідком викладених в хроніці подій. І дійсно, хроніка Фульхерія містить цілком надійний фактичний матеріал. Між іншим, цей хроніст дав єдиний в своєму роді опис Константинополя кінця XI ст. Правда, «чудесам» в «Єрусалимської історії» теж належить неабияке місце — благочестива уява священика з Шартра відрізнялася великим запалом, і йому, як і Раймунду Агільскому, на кожному кроці ввижалося надзвичайне, надприродне, — але все ж він виявляє іноді і раціональне ставлення до окремих, найбільш кричущих проявів релігійного легковір'я. По достатку і точності достовірних відомостей найрізноманітнішого характеру праця Фульхерія Шартрского безсумнівно належить до числа кращих літописів Першого хрестового походу.

## Джерела з історії Четвертого хрестового походу

### «Завоювання Константинополя» Жоффруа Віллардуена
Записки ватажка хрестоносців маршала Шампанського Жоффруа Віллардуена(бл. 1150—1213), продиктовані ним наприкінці життя (після 1207 г.) французькою мовою, мали своєю основою щоденникові нотатки, що більш-менш систематично велись автором з 1201 р.

### «Завоювання Константинополя» Робера де Кларі
Мемуари ам'єнського лицаря Робера де Кларі (бл. 1170 — після 1216 рр.), написані французькою мовою (на Пікардійському діалекті), «про тих, хто завоював Константинополь». Також відомі під назвою «Завоювання Константинополя». Вони складалися, мабуть, протягом багатьох років (у всякому разі, вже після повернення автора на батьківщину, що відбулося незабаром після битви при Адріанополі у 1205 г.) і викладали події до 1216 року — дата, на якій обриваються мемуари Робера де Кларі і разом з тим зникають будь-які відомості про нього самого.
Також важливими джерелами є «Константинопольська історія» ельзаського ченця Гунтера (написана у 1207—1208 рр.), «Паломництво до Греції» безіменного німецького ченця з Гальберштадт, «Константинопольське спустошення» також безіменного автора, який, судячи за деякими даними, належав до оточення головного вождя походу — Боніфація Монферратського.

## Твори східних авторів
Відомості про хрестові походи, їх причини та наслідки, про окремі події історії держав хрестоносців передають арабські, вірменські, візантійські, єврейські та інші письменники мусульманського і християнського Сходу. Твори східних авторів не можуть надати цілісного бачення подій, письменники зупиняються лише на окремих епізодах хрестових походів і фактах суспільного життя держав хрестоносців. Історія хрестоносного руху і новостворених держав описується ними лише у зв'язку з історією власних народів.
«Дамаська історія».
Твір арабського історика Ібн ал-Каланіси (1073—1160) «Дамаська історія» стосується подій Першого хрестового походу (охоплює період часу з 974 по 1160 р.). Війні 1097—1099 рр. тут присвячені три невеликі глави (близько восьми сторінок). Є важливим джерелом для вивчення перших подій хрестоносного руху.
«Повний звід загальної історії».
Інший великий арабський історик, учасник воєн єгипетського султана Саладіна, Ібн ал-Асир (1160—1233), пише про хрестові походи в своєму «Повному зводі загальної історії» — компіляції, яка висвітлює долі мусульманських країн «від створення світу» до 1231 р.
«Сирійська хроніка».
Відомий історик Сходу Абу-ль-Фарадж (або Бар Ебра) (1226—1286) згадує події хрестових походів у розділах своєї «Сирійської хроніки» (представляє собою історію династій, які правили в Сирії до кінця XIII в.), де описується час панування арабів і монголів (Десята і Одинадцята династії).
«Хронографія» Матвія Едеського.
З вірменських істориків докладні дані про деякі епізоди Першого хрестового походу залишив Матвій Едеський. Роки життя історика невідомі, але припускають, що він загинув у 1144 р. при взятті його рідного міста сельджуцьким правителем Імад ад-Діном Зенги. Матвій Едеський — автор «Хронографі», головним предметом викладу в якій є історія Кілікії, Сирії, Месопотамії і Вірменії з 952 по 1136/37р. Свою працю він створював протягом 15 років, користуючись свідченнями нині втрачених для історії вірменських документів, частково — повідомленнями очевидців, так само як і власними спостереженнями. У цьому творі він описав і ряд подій Першого хрестового походу; особливо важливі його свідоцтва про затвердження хрестоносців в Едессі в 1098 р.

## Праці візантійських істориків
Важливими джерелами є праці візантійських істориків XII—XIII ст. Візантійська царівна Анна Комнин (1083 — бл.1153/55) приділила досить багато місця деякими епізодами єрусалимської експедиції кінця XI ст. у «Олексіаді» — історії царювання Олексія I Комнина, написаної з метою прославлення його діянь.
Знаменитий візантійський історик Нікіта Хоніат (сер.XII ст. — 1213) у своїй монументальній праці «Історія з часів царювання Іоанна Комнина» присвятив чимало сторінок подіям Четвертого Хрестового походу. Автор у подробицях описує взяття Константинополя хрестоносцями у 1204 р., важке становище жителів міста і біженців.
Матеріали східних сучасників походів мають велике значення для критики апологетичних основ католицьких хроністів і мемуаристів, — адже в латинських пам'ятках слово мають тільки завойовники, а не ті, хто виявилися жертвами завоювання.